# Govenia greenwoodii
Govenia greenwoodii är en orkidéart som beskrevs av Robert Louis Dressler och Soto Arenas. Govenia greenwoodii ingår i släktet Govenia och familjen orkidéer. Inga underarter finns listade i Catalogue of Life.